# Gregory Rigters
Pour les articles homonymes, voir Rigters.
Gregory Walter Rigters (Paramaribo, 26 février 1985 – ibid., 4 décembre 2017) est un footballeur surinamien qui a évolué au poste d'attaquant dans le championnat du Suriname tout au long de sa carrière.

## Biographie

### Carrière en club
Gregory Rigters débute au SV Voorwaarts dans le championnat de D1 du Suriname, lors de la saison 2007-2008, et il y reste deux ans. Il s'engage ensuite en faveur d'un promu, le SV The Brothers, pour la saison 2009-2010.
Il obtient la consécration lors des saisons 2013-2014 et 2014-2015, en jouant pour le Walking Bout Company, où il termine à chaque fois meilleur buteur du championnat, avec 16 et 20 buts, respectivement,.

### Équipe nationale
International surinamien, Rigters est convoqué pour la première fois, le 22 avril 2009, lors d'un match amical face à la Guyane (0-0). Il compte en tout sept sélections pour un but marqué.
Il a aussi joué dans la sélection de futsal du Suriname.

### Décès
Le 4 décembre 2017, il meurt dans un accident de la route dans sa ville natale de Paramaribo.

## Statistiques

### Buts en sélection
| Buts en sélection de Gregory Rigters | Buts en sélection de Gregory Rigters | Buts en sélection de Gregory Rigters            | Buts en sélection de Gregory Rigters | Buts en sélection de Gregory Rigters | Buts en sélection de Gregory Rigters | Buts en sélection de Gregory Rigters |
|                                      | Date                                 | Lieu                                            | Adversaire                           | Score                                | Résultat                             | Compétition                          |
| ------------------------------------ | ------------------------------------ | ----------------------------------------------- | ------------------------------------ | ------------------------------------ | ------------------------------------ | ------------------------------------ |
| 1.                                   | 30 avril 2015                        | André Kamperveen Stadion, Paramaribo (Suriname) | Guyana                               | 1-0                                  | 1-0                                  | Amical                               |

NB : Les scores sont affichés sans tenir compte du sens conventionnel en cas de match à l'extérieur (Suriname-Adversaire)

## Palmarès

### Distinctions individuelles
- Meilleur buteur du Championnat du Suriname en 2013-2014 (16 buts) et 2014-2015 (20 buts).